# Ямны (Тульская область)
Ямны — деревня в Тульской области России. 
В рамках организации местного самоуправления входит в городской округ город Тула, в рамках административно-территориального устройства — в Фёдоровский сельский округ Ленинского района Тульской области.

## География
Расположена у западной границы областного центра, города Тула, у автомобильной трассы М2 «Крым».

## История
До 1990-х гг. деревня входила в Фёдоровский сельский Совет. В 1997 году стала частью Фёдоровского сельского округа Ленинского района Тульской области. 
В рамках организации местного самоуправления с 2006 до 2014 гг. деревня включалась в состав сельского поселения Фёдоровское Ленинского района, с 2015 года входит в Привокзальный территориальный округ в рамках городского округа город Тула.

## Население
| 2002 | 2010 |
| ---- | ---- |
| 387  | ↘329 |